# 承德应用技术职业学院
承德应用技术职业学院，位于河北省承德市承德高新技术产业开发区，是由承德市人民政府举办、天津市人民政府出资2亿元援建的普通高等职业学校。学校作为天津中德应用技术大学协作校区接受其提供的办学指导，双方采取“1+2”分段培养学生，新生首年在天津就读，第二年转入承德继续学习。

## 历史沿革
2016年11月，天津市人民政府与河北省人民政府签署《关于对口支援建设高等职业院校框架协议》，天津市对口支援承德市建设一所高等职业院校，即承德应用技术职业学院。为此，天津市安排2亿元专项资金用于建设承德应用技术职业学院校址，天津中德应用技术大学为承德应用技术职业学院培训教职员工，两校采取“1+2”分段培养学生。